# Jake Sandvig
Steven Jacob "Jake" Sandvig (Clovis, California; 8 de septiembre de 1986) es un actor estadounidense, más conocido por interpretar a "Hugh Payne" en Twenty Good Years y Preston Shackleton en Cracking Up. En 2009 hizo una aparición especial en Ruby & The Rockits. También es conocido por sus papeles en Easy A y Sky High.

## Filmografía
| Año  | Película           | Rol          |
| ---- | ------------------ | ------------ |
| 2017 | Bridal Boot Camp   | Casey Connor |
| 2010 | Easy A             | Anson        |
| 2010 | A Bag of Hammers   | Alan         |
| 2009 | Fired Up!          | Downey       |
| 2008 | Extreme Movie      | Hank         |
| 2008 | Official Selection | The Butcher  |
| 2007 | Rubberheart        | Ted          |
| 2005 | Sky High           | Lash         |
| 2005 | Pool Guys          | Jason        |
| 2000 | Father Can't Cope  | Miles        |
| 1999 | The Story of Us    | Josh Jordan  |
| 1998 | My Way Home        | Cory         |

### Apariciones especiales
| 2014      | "High Moon"              | "Película"                                      | Marty              |
| 2014      | "Rush"                   | "Series"                                        | Lucas              |
| 2014      | "Living the Dream"       | "dirigir"                                       | Chez               |
| 2014      | "An Evergreen Christmas" | "MOW"                                           | Chez               |
| 2012      | "Arthur & The Bunnies"   | "Película corta"                                | Arthur             |
| 2014      | "Weeds"                  | "Series"                                        | Alan Spiller       |
| 2012      | CSI: NY                  | Episodio: "The Real McCoy"                      | Jason Black        |
| 2009      | Ruby & The Rockits       | Episodio: "Papas Don't Preach"                  | Nils               |
| 2009      | Reaper                   | Episodio: "The Good Soil"                       | Billy Boyland      |
| 2007      | Journeyman               | Episodio: "Winterland"                          | Mo Rollins         |
| 2006      | Twenty Good Years        | Series lead                                     | Hugh Payne         |
| 2006      | Veronica Mars            | Episodio: "Ain't No Magic Mountain High Enough" | J.B. Riley         |
| 2005      | The Closer               | Episodio: "Flashpoint"                          | Howard Quigley     |
| 2004–2006 | Cracking Up              | 12 episodios                                    | Preston Shackleton |
| 2001–2002 | Once and Again           | Episodios: "The Second Time Around", "Gardenia" | Boy #1             |
| 2000–2002 | The Amanda Show          | Episodio #3.2 Episodio #1.2                     | Leif               |